# Lances de Malissard
Pour les articles homonymes, voir Malissard (homonymie).
Les Lances de Malissard sont un sommet du massif de la Chartreuse, situé dans le département de l'Isère. Plus qu'un sommet à proprement parler, il s'agit d'une longue crête orientée nord / sud, que sépare le col de Bellefond et un long vallon d'alpage (ou combe) d'une autre crête, l'Aulp du Seuil, à l'est, moins élevée, et qui domine la vallée du Grésivaudan. La Lance sud de Malissard culmine à 2 045 m d'altitude et la Lance nord de Malissard à 2 036 m. D'autre part, le Guiers Vif prend sa source à l'extrémité nord de la crête des lances de Malissard.

## Géologie
Les lances de Malissard constituent un crêt calcaire c'est-à-dire une crête dont un versant est incliné parallèlement aux couches et dont l'autre plus abrupt tranche perpendiculairement les couches.

## Histoire

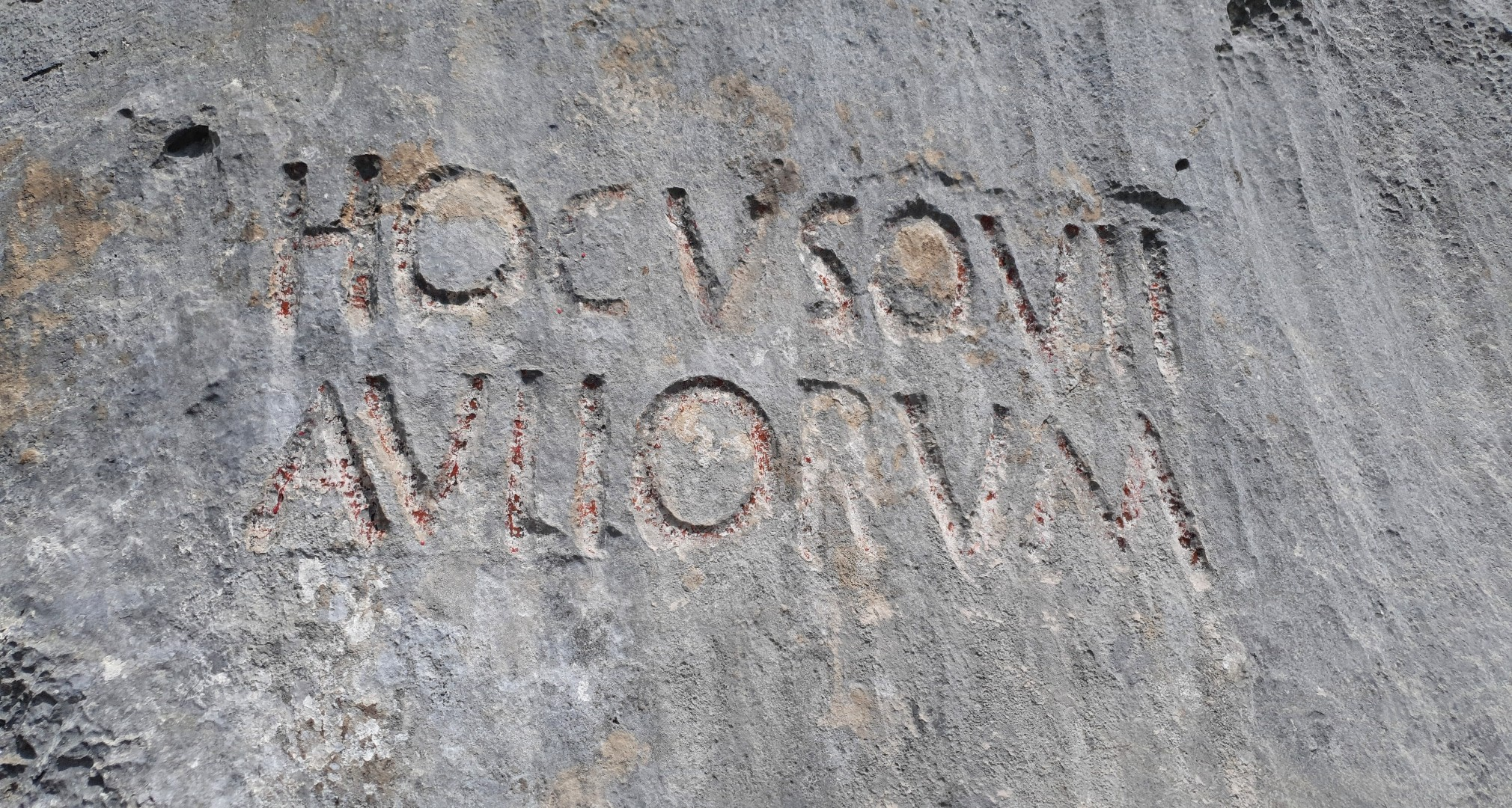
Les inscriptions gallo-romaines des lances de Malissard : « Jusqu'ici s'étend le territoire des Avéiens »

Aux environs du Ier siècle, la famille Avei fit graver trois inscriptions dans la roche calcaire pour délimiter son territoire. Parmi celles-ci, une seule inscription romaine est aujourd'hui connue et visitable. Elle indique « HOCVSQVII AVIIORVM » dont la traduction communément admise est « Jusqu'ici s'étend le territoire des Avéiens ».
La graphie de la lettre E en II permet de dater cette première inscription gallo-romaine, qui a donné du grain à moudre à ceux qui essayaient de la traduire lorsqu'elle a été redécouverte au XVIIIe siècle dans un journal. D'abord attribuée au Moyen Âge, plusieurs interprétations fantaisistes furent alors proposées, telles que « Je suis arrivé jusqu'à cette fente à oiseaux », « C'est le parc à l'usage des moutons », ou bien encore « Lieu inaccessible aux brebis ».
Les deux autres inscriptions demeurent introuvables bien que mentionnées sur le cadastre de Saint-Bernard-du-Touvet. Quant à la famille Avei propriétaire des terres, nul écrit ne permet de savoir qui ils sont.

## Spéléologie

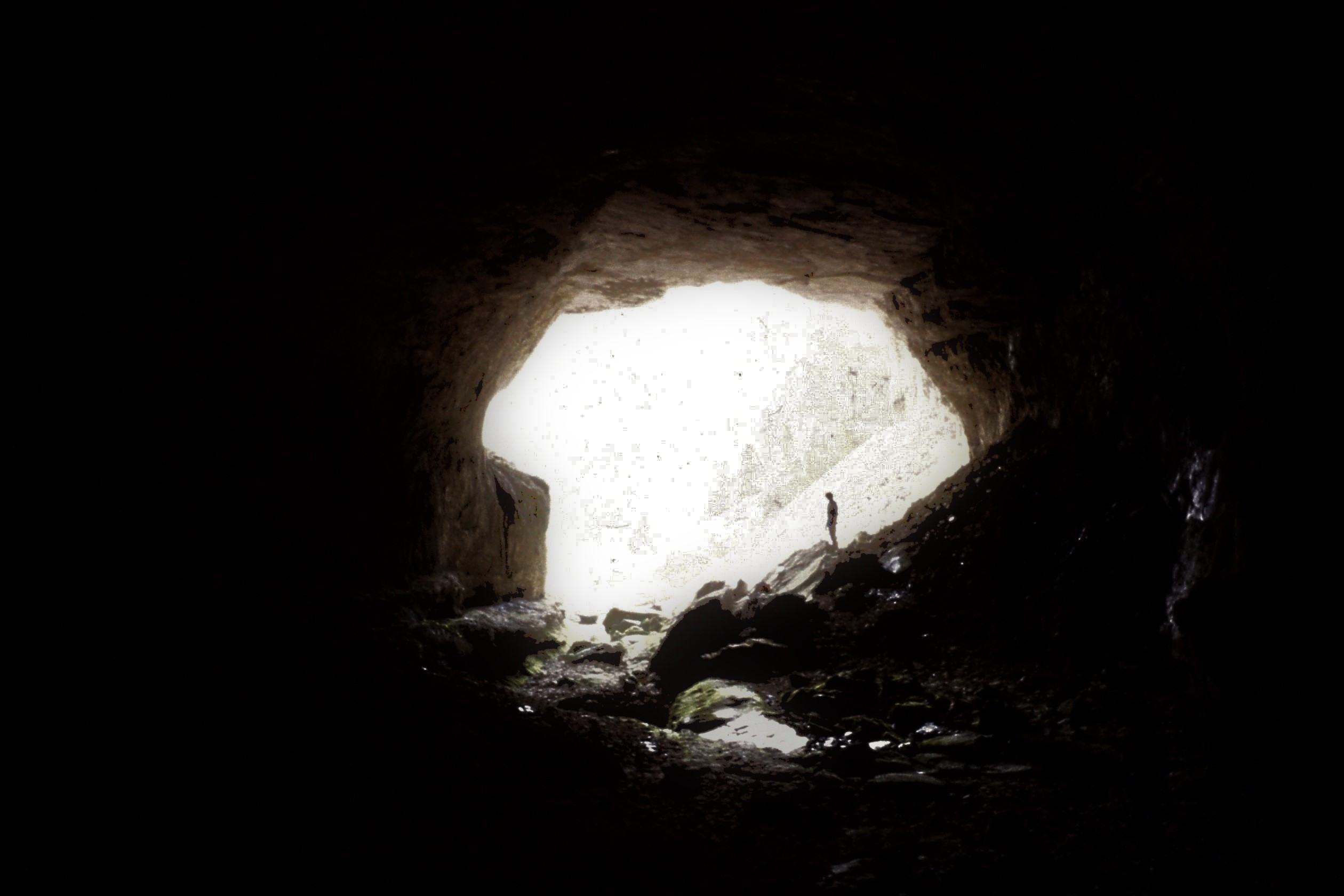
Entrée de la grotte du Guiers Vif.

Un réseau spéléologique important se situe sous les Lances de Malissard et non au centre du synclinal de l'Aulp du Seuil.
La rivière de Malissard se développe selon un axe nord-sud et sort à l'exsurgence du Guiers Vif. Le réseau de Malissard est constitué de deux entrées sur le plateau : le trou des Flammes, à 1 535 mètres d'altitude et le gouffre Tasurinchi, à 1 445 mètres d'altitude, ainsi que de la grotte du Guiers Vif, à 1 140 m d'altitude dans le cirque de Saint-Même.
Son développement qui était de 17 793 m pour 415 m de profondeur en 2008, dépassait les 18 000 mètres fin 2016.
La plus ancienne signature trouvée dans la grotte du Guiers Vif remonte à 1659, mais les explorations ont longtemps buté sur un siphon.
En 1992, des Britanniques le passent et font la jonction avec le trou des Flammes découvert en 1973. En 1993 le gouffre Tasurinchi est relié à l'entrée du Guiers Vif,.
Deux autres gouffres, le Ténébreux (−360 m) et le Cavernicole (−362 m), sont situés au-dessus du réseau mais ne sont pas reliés à la rivière de Malissard.

## Protection environnementale

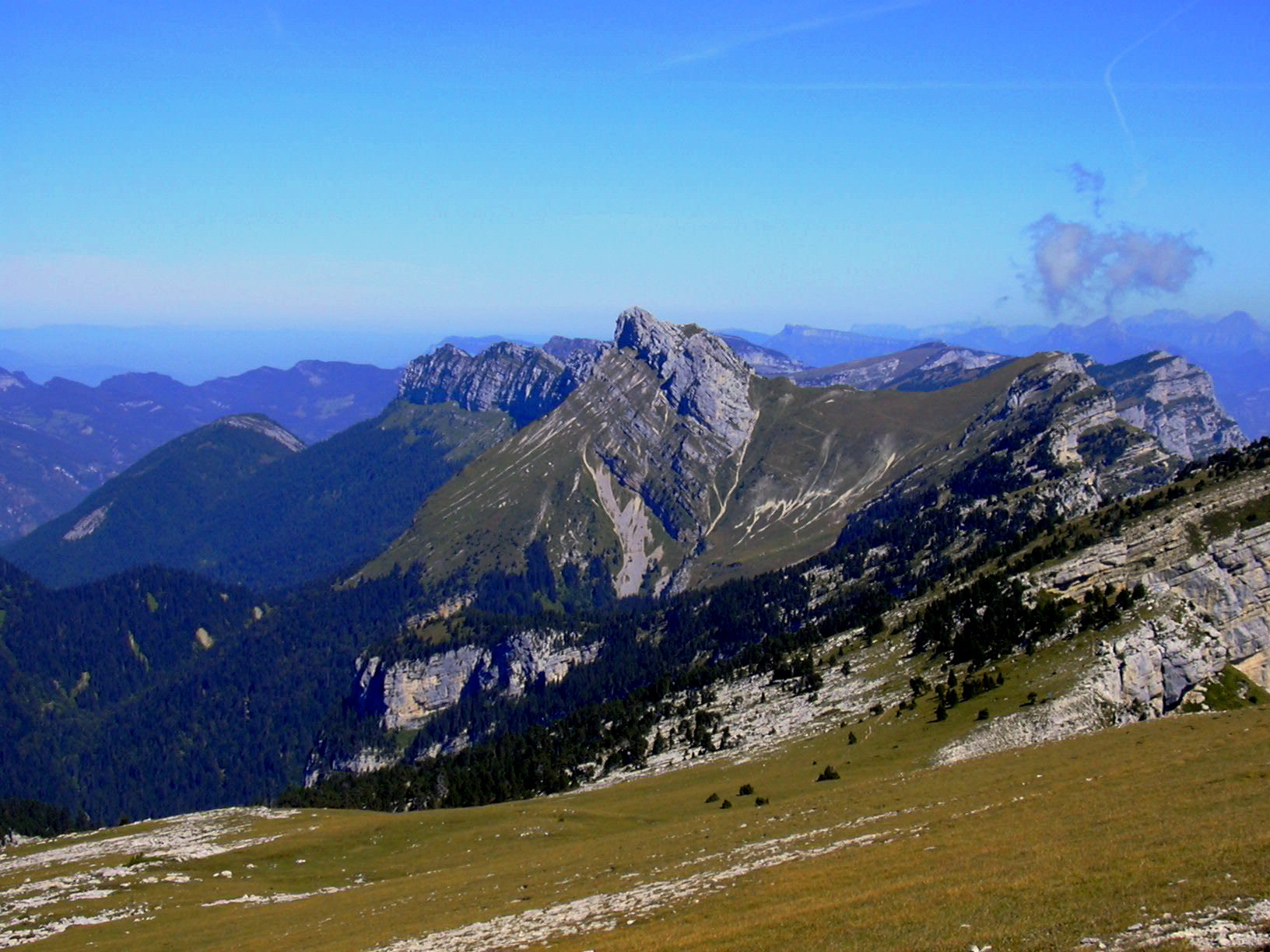
Les Lances de Malissard vues du sommet de la Dent de Crolles.

Les Lances de Malissard sont situées dans la réserve naturelle nationale des Hauts de Chartreuse.